# Казете д'Ете (Фермо)
Казете д'Ете (итал. Casette d'Ete) насеље је у Италији у округу Фермо, региону Марке.
Према процени из 2011. у насељу је живело 3299 становника. Насеље се налази на надморској висини од 34 м.